# Palais Civran
Le palais Civran ou le Ca' Civran est un palais de Venise,  dans la paroisse de l'église San Giovanni Crisostomo près du Rialto sur le Grand Canal dans le sestiere de Cannaregio (N.A. 5744, 5751).

## Historique
Une branche des Civran possédait cet immeuble qui a la perspective sur le Grand Canal, dessiné par Giorgio Massari. 
Son origine était d'architecture mauresque, dont quelque vestige reste dans la cour, ainsi que quelques décorations. 
Au XIXe siècle, ce palais fut la propriété d'Isacco Pesaro Maurogonato, un ancien ministre de Daniele Manin.

## Description
Le palais a une façade symétrique, mais en raison de sa forme au sol, il pourrait être issu d'un plan d'architecte symétrique  tripartite. Un portego est placé derrière l'arc central ainsi que deux fenêtres latérales avec des pignons; l'escalier est sis dans l'aile gauche. Le balcon continu est un élément stylistique commun dans l'architecture tardive vénitienne.